# Lesterhuis
Lesterhuis is een gehucht in de gemeente  Eemsdelta in het noorden van de provincie Groningen. Het ligt even ten noorden van Woldendorp.
Het gehucht bestaat uit een tweetal boerderijen. Die staan op de plaats waar zich een uithof of voorwerk bevond, dat volgens de meeste auteurs bij het vlakbijgelegen klooster Menterne of Grijzemonnikenklooster hoorde. Volgens overleveringen zou er een onderaardse gang hebben bestaan tussen Lesterhuis en dit klooster, maar daarvan is niets gevonden.
Het voorwerk wordt voor het eerst vermeld in een document uit 1428  als grangia to Leznterahues, en viel volgens hetzelfde document mogelijk onder het premonstratenserklooster Mons Sinaï te Heiligerlee (conventuales to der Lee). In de zestiende eeuw was Lesterhuis inderdaad eigendom van dit laatste klooster. De eerste bewoner die we kennen is hofmeester Dydiko van Leestera hues, genoemd in 1432.
De naam Lesterhuis komt waarschijnlijk van het Oud-Friese lessera hūs, 'kleiner huis'. De veronderstelde betekenis 'laatste huis' (gezien vanuit Heiligerlee) berust op een volksetymologie.
In 1441 wordt het voorwerk genoemd in de Dijkbrief van het Oldambt, die mede ondertekend werd door (leken)broeder Hupken to Lesterhues. In 1520 komt eenmalig de benaming Mynnenhuse voor. De monniken bewerkten toen vermoedelijk ruim 190 hectare land. In 1632 bestond het gehucht uit drie boerderijen, die als 't Groote Voorwerck werd betiteld. Samen telden ze nog altijd voor 444 grazen (ca. 180 hectare). Rond 1840 had het gehucht drie huizen met 43 inwoners.
Tot het einde van de 16e eeuw behoorde Lesterhuis tot het kerspel Klein-Termunten (Minor Menterna). De kerk en het kerkhof bevonden zich ten westen van de kerk van Termunten. 
Groningen: Steden en dorpen      Nederland: Provincies · Gemeenten